# U-120 (tàu ngầm Đức) (1940)
U-120 là một tàu ngầm duyên hải  Lớp Type II thuộc phân lớp Type IIB, nguyên là một trong hai tàu ngầm được Trung Hoa Dân Quốc thời Quốc Dân Đảng đặt hàng, nhưng nhập biên chế cùng Hải quân Đức Quốc Xã vào năm 1940. Những tàu ngầm Type II vốn quá nhỏ để có thể tiến hành các chiến dịch cách xa căn cứ nhà, nên U-120 đã đảm nhiệm vai trò tàu huấn luyện tại các trường tàu ngầm Đức trong suốt Chiến tranh Thế giới thứ hai, trước khi bị đánh đắm tại Bremerhaven vào ngày 5 tháng 5, 1945 để tránh bị lọt vào tay lực lượng Đồng Minh.

## Thiết kế - Đặt hàng - Chế tạo
Phân lớp Type IIB là một phiên bản mở rộng của Type IIA trước đó. Chúng có trọng lượng choán nước 279 t (275 tấn Anh) khi nổi và 328 t (323 tấn Anh) khi lặn); tuy nhiên tải trọng tiêu chuẩn được công bố chỉ có 250 tấn Anh (254 t). Chúng có chiều dài chung 42,70 m (140 ft 1 in), lớp vỏ trong chịu áp lực dài 28,20 m (92 ft 6 in), mạn tàu rộng 4,08 m (13 ft 5 in), chiều cao 8,60 m (28 ft 3 in) và mớn nước 3,90 m (12 ft 10 in).
Chúng trang bị hai động cơ diesel MWM RS 127 S 6-xy lanh 4 thì công suất 700 mã lực mét (510 kW; 690 shp) để đi đường trường và hai động cơ/máy phát điện Siemens-Schuckert PG VV 322/36 tổng công suất 460 mã lực mét (340 kW; 450 shp) để lặn, hai trục chân vịt và hai chân vịt đường kính 0,85 m (3 ft). Các con tàu có thể lặn đến độ sâu 80–150 m (260–490 ft). Chúng đạt được tốc độ tối đa 12 kn (22 km/h) trên mặt nước và 6,9 kn (12,8 km/h) khi lặn,  với tầm hoạt động tối đa 3.800 nmi (7.000 km) khi đi tốc độ đường trường 8 kn (15 km/h), và 35–42 nmi (65–78 km) ở tốc độ 4 kn (7,4 km/h) khi lặn.
Vũ khí trang bị bao gồm ba ống phóng ngư lôi 53,3 cm (21 in) trước mũi, mang theo tổng cộng năm quả ngư lôi hoặc cho đến 12 quả thủy lôi TMA. Một pháo phòng không 2 cm (0,79 in) cũng được trang bị trên boong tàu. Thủy thủ đoàn bao gồm 25 sĩ quan và thủy thủ.
Vào năm 1937, chính phủ Trung Hoa Dân Quốc (Quốc Dân Đảng) chi trả 10 triệu Reichsmark để đặt hàng hai tàu ngầm Type IIB; họ cũng gửi 80 người sang Đức để được huấn luyện hoạt động tàu ngầm. Các con tàu được đặt hàng vào ngày 28 tháng 9, 1937 và được xưởng tàu của hãng Flender Werke tại Lübeck chế tạo. Do bị Đế quốc Nhật Bản phản đối, thương vụ không thành công, khoản thanh toán được hoàn lại và hai con tàu gia nhập Hải quân Đức Quốc Xã sau khi Chiến tranh Thế giới thứ hai nổ ra, trở thành những chiếc U-120 và U-121.
U-120 được đặt lườn vào ngày 31 tháng 3, 1938, hạ thủy vào ngày 16 tháng 3, 1940, và nhập biên chế cùng Hải quân Đức Quốc Xã vào ngày 20 tháng 4, 1940 dưới quyền chỉ huy của Hạm trưởng, Trung úy Hải quân Ernst Bauer.

## Lịch sử hoạt động
U-120 đã đảm nhiệm vai trò tàu huấn luyện tại các trường tàu ngầm Đức trong suốt Thế Chiến II, và không tham gia bất kỳ hoạt động tác chiến nào. Nó lần lượt phục vụ cùng Chi hạm đội trường U-boat cho đến tháng 6, 1940, chuyển sang Chi hạm đội U-boat 21 cho đến tháng 3, 1945, và cuối cùng thuộc về Chi hạm đội U-boat 31.
Khi chiến tranh đi vào giai đoạn kết thúc, theo dự định của kế hoạch Regenbogen, U-120 bị đánh đắm tại Bremerhaven vào ngày 5 tháng 5, 1945 để tránh lọt vào tay lực lượng Đồng Minh. Xác tàu đắm được trục vớt và tháo dỡ vào năm 1950.
Nhiều nguồn đã thông tin nhầm rằng U-120 bị đắm do một sự cố nhà vệ sinh. Chiếc tàu ngầm thực sự có liên quan là chiếc U-1206.